# Bieguńska

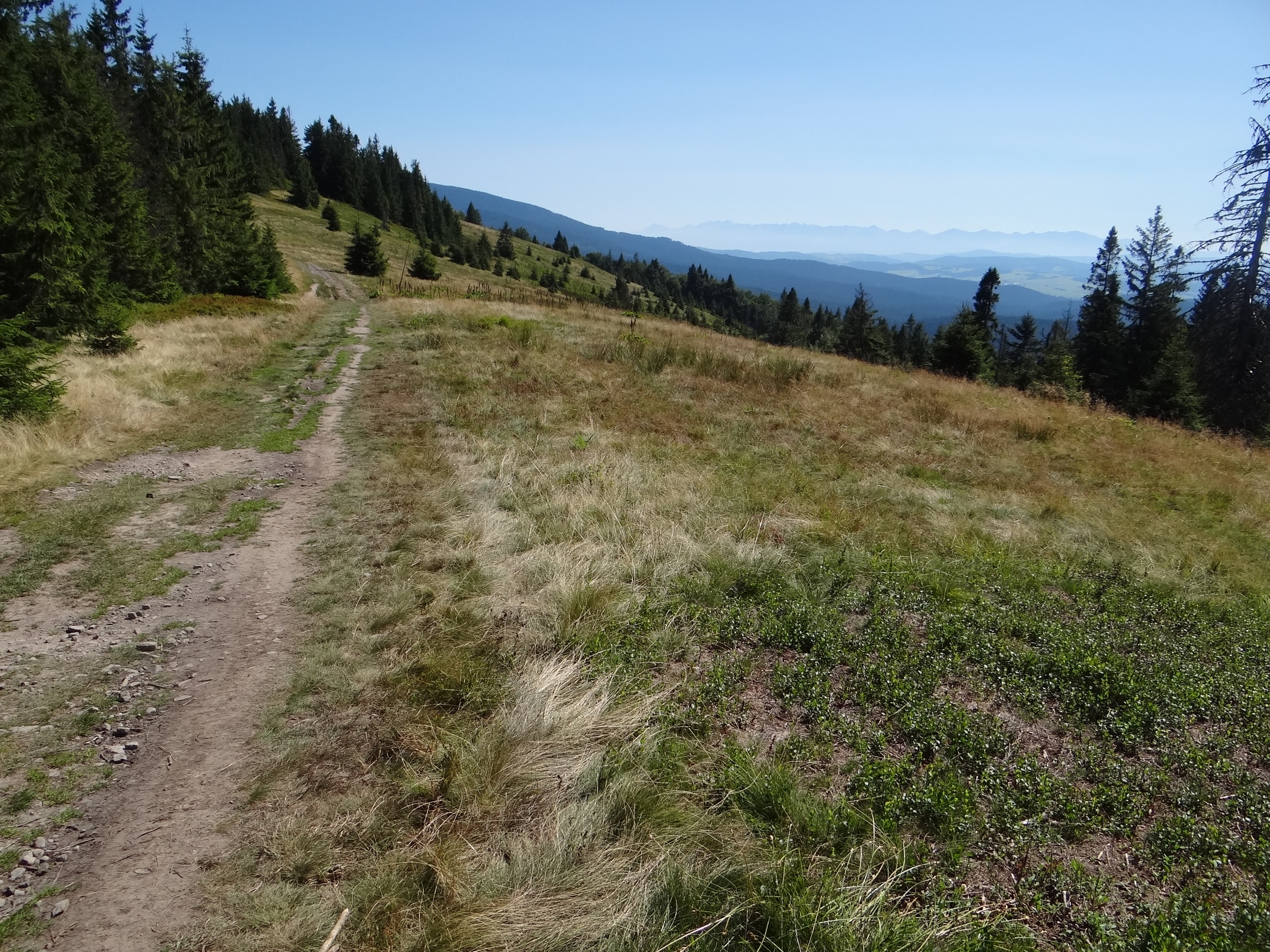
Hala Bieguńska. W głębi widoczne Tatry

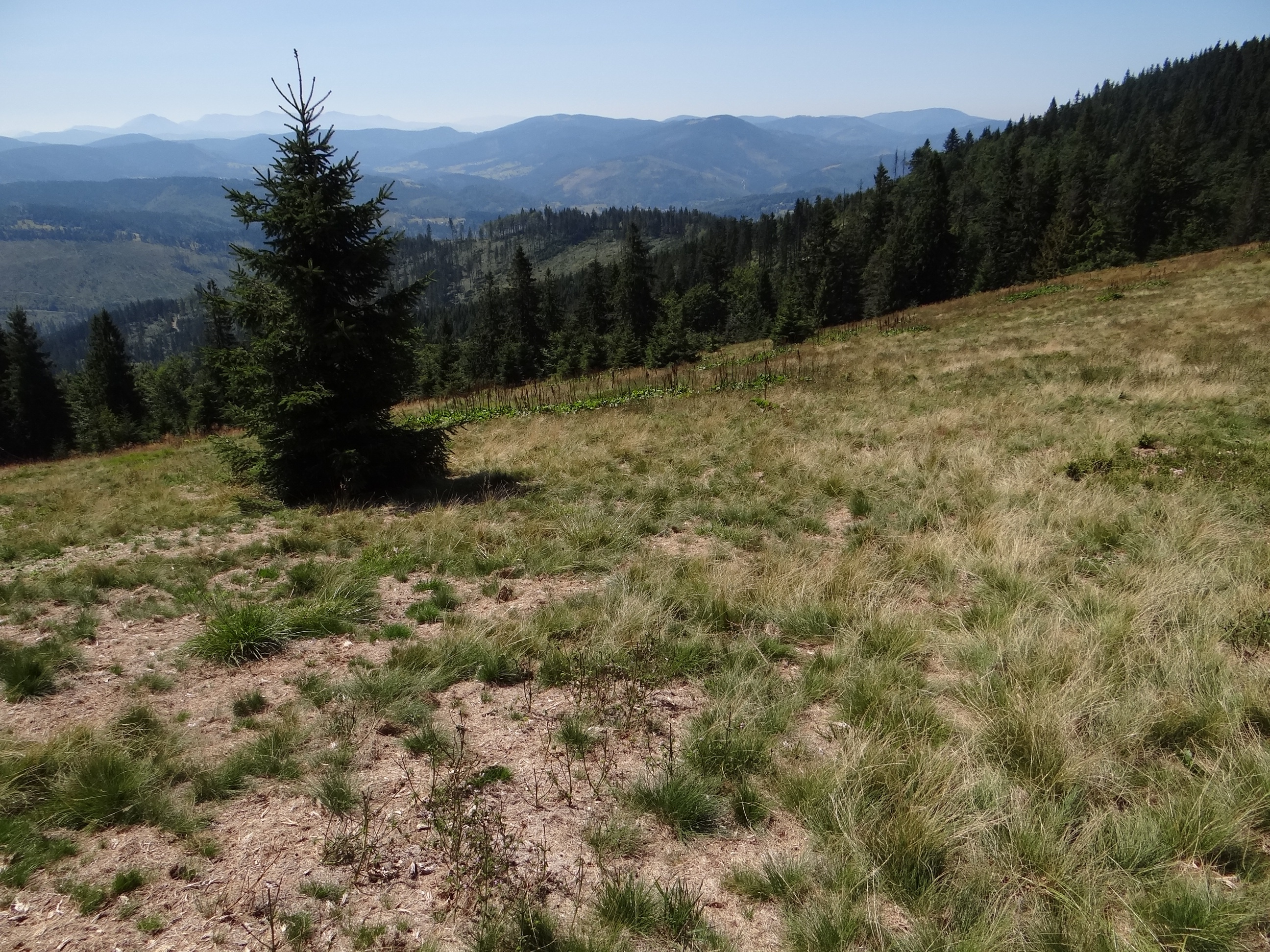

Bieguńska – dawna hala pasterska w Grupie Lipowskiego Wierchu i Romanki w Beskidzie Żywiecko-Orawskim. Położona jest na południowych, podszczytowych stokach pomiędzy Boraczym Wierchem (1244 m) a Lipowskim Wierchem (1324 m). W przeszłości była intensywnie użytkowana pastersko, stąd tradycyjna nazwa „hali”, niemająca jednak nic wspólnego z halą jako piętrem roślinnym w górach. Drugi człon nazwy pochodzi od właściciela o nazwisku Biegun. Jest to jedna z większych hal Beskidu Żywieckiego.
Hala Bieguńska znajduje się na wysokości około 1160–1225 m powyżej źródeł Zająców Potoku i Śmierdzącego Potoku. W rzeczywistości wyróżnia się tutaj dwie hale; część zachodnia to Hala Gawłowska, część wschodnia to hala Bieguńska. Prowadzą przez nią dwa szlaki turystyczne. Polana jest dobrym punktem widokowym na południową stronę, szczególnie na graniczny, polsko-słowacki grzbiet od Pilska po Wielką Raczę. Widoczne z niej są również Tatry i Góry Choczańskie. W przenawożonych miejscach, gdzie dawniej stały koszary dla owiec rosną łany szczawiu alpejskiego.
Bieguńska znajduje się w granicach wsi Złatna i jej górną częścią i grzbietem biegnie granica między wsiami Złatna i Żabnica – obydwie w województwie śląskim, w powiecie żywieckim.

## Szlaki turystyczne
Rajcza – Zapolanka – Redykalny Wierch – hala Bacmania – hala Bieguńska – Lipowska – Rysianka – Romanka
 Milówka – schronisko PTTK na Hali Boraczej – Redykalny Wierch – hala Bacmańska – hala Bieguńska – schronisko PTTK na Hali Rysianka – Żabnica-Skałka.